# Aprostocetus luteus
Aprostocetus luteus är en stekelart som först beskrevs av Julius Theodor Christian Ratzeburg 1848.  Aprostocetus luteus ingår i släktet Aprostocetus och familjen finglanssteklar. Arten är reproducerande i Sverige. Inga underarter finns listade i Catalogue of Life.